# Marcel Cadolle
Marcel Cadolle (Paris, 21 de dezembro de 1885 - Paris, 21 de agosto de 1956) foi um ciclista profissional da França.

## Participações no Tour de France
- Tour de France 1907 : venceu a 4ª etapa